# 貝兒 (泰國)

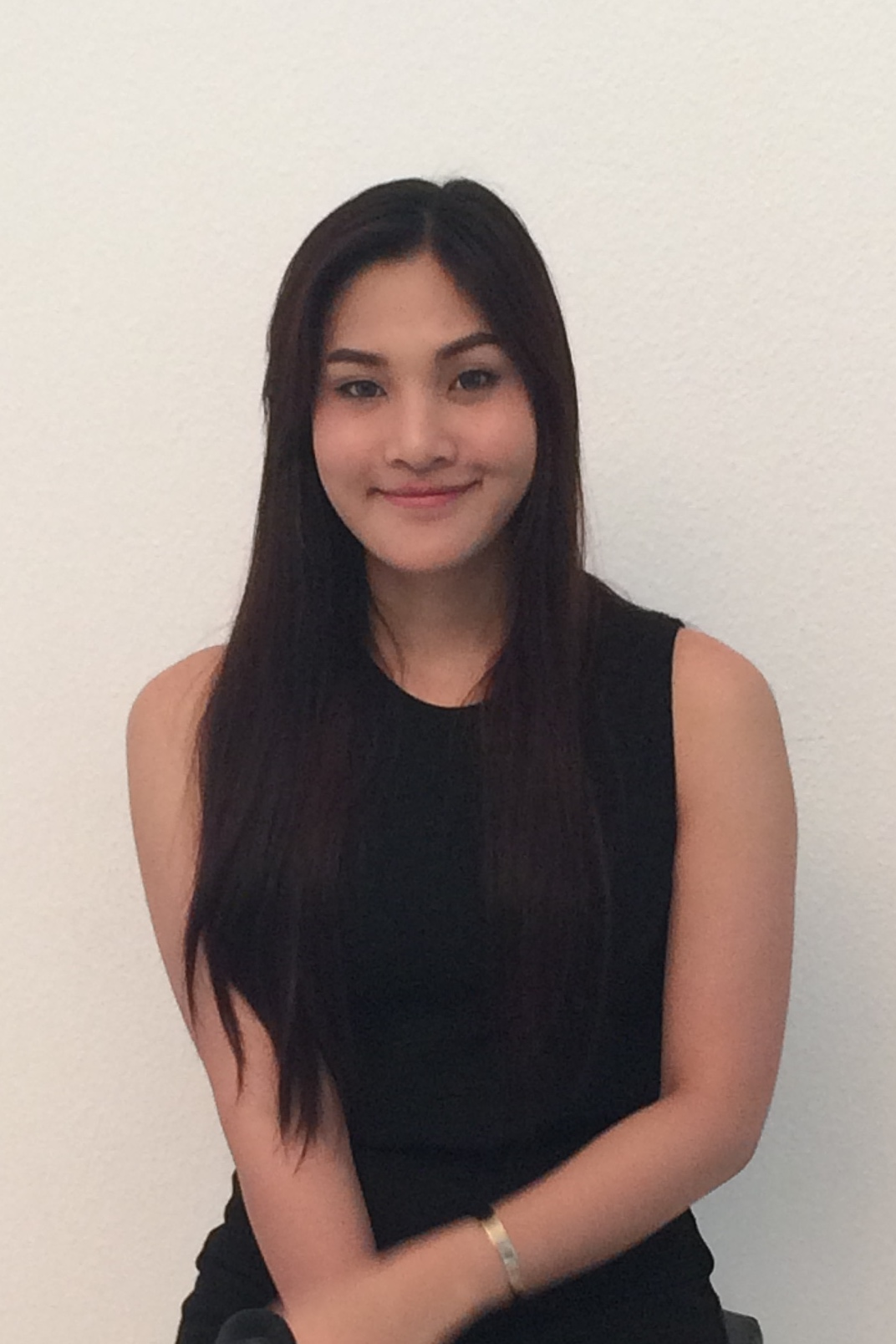

蘭緹達·彭倉拉庫（นันทิตา ฆัมภิรานนท์，1983年12月20日—），昵称Bell（貝兒），为泰国LGBT歌手、演员兼电台DJ。因参加2011年的《泰国达人秀》而走红。

## 经历
在3月13日《泰国达人秀》的初赛中，贝儿以其独特的嗓音，能够从女高音娴熟的转换成男中音，而赢得评委和观众的认可。最终获得前6名的成绩。之後與索尼音樂娛樂正式簽約出道。
2014年5月30日週五，貝兒与五月天和福山雅治合作錄製台灣TVBS電視台與日本NHK電視台合作製作跨國音樂節目。